# Qi Xuefei
Pour les articles homonymes, voir Qi.
Dans ce nom chinois, le nom de famille, Qi, précède le nom personnel.
Qi Xuefei, née le 28 février 1992 à Nankin, est une joueuse de badminton française. Chinoise d'origine, elle obtient la nationalité française le 20 juillet 2019.

## Biographie
Qi Xuefei naît le 28 février 1992 à Nankin en Chine. Elle commence la pratique du badminton avec ses parents lors de son enfance. À l'âge de 13 ans, elle intègre un centre de sports à Pékin pour se professionnaliser dans le sport.

## Carrière
En 2014, elle arrive de Chine à Rostrenen (Bretagne) pour disputer quelques matchs d'interclubs. Elle s'y installe finalement pour y vivre, et rejoint le Bad'Club Rostren, le club de badminton de Rostrenen. Elle alterne alors entre les cours de l'INSEP, à Paris, et la Bretagne. 
Elle est sacrée championne de France en simple dames en 2020 à Mulhouse.
Elle connaît sa première sélection en équipe de France dans une compétition majeure lors des Championnats d'Europe de badminton par équipes 2020, où elle remporte la médaille de bronze.
En 2021, elle participe au tournoi de simple dames de badminton aux Jeux olympiques d'été de 2020. Elle termine 3e de son groupe aux phases de poules, avec une victoire de deux défaites, affaibli par une blessure au genou lors du tournoi. 
En avril 2024, lors des championnats d'Europe de badminton, malgré une élimination en seizièmes de finale, elle décroche sa qualification pour les Jeux olympiques d'été de 2024, et sera l'unique représentante française lors du tournoi simple dames. Lors des Jeux en juillet, elle est éliminée lors des phases de poules, après deux défaites contre An Se-young et Kaloyana Nalbantova,.